# 興登堡謀殺案
《興登堡謀殺案》是乔·弗里曼和保罗·赖歇三世设计的冒险游戏，为艺电最早发行的六款游戏之一。游戏对应Apple II、康懋达64、雅达利8位家族和IBM PC。